# Cantone di Bonnat
Il Cantone di Bonnat è una divisione amministrativa dell'arrondissement di Guéret.
A seguito della riforma approvata con decreto del 17 febbraio 2014, che ha avuto attuazione dopo le elezioni dipartimentali del 2015, è passato da 13 a 18 comuni.

## Composizione
I 13 comuni facenti parte prima della riforma del 2014 erano:
- Bonnat
- Le Bourg-d'Hem
- Chambon-Sainte-Croix
- Champsanglard
- Chéniers
- La Forêt-du-Temple
- Linard
- Lourdoueix-Saint-Pierre
- Malval
- Méasnes
- Mortroux
- Moutier-Malcard
- Nouzerolles

Dal 2015 i comuni appartenenti al cantone sono i seguenti 18:
- Bonnat
- Le Bourg-d'Hem
- La Cellette
- Chambon-Sainte-Croix
- Champsanglard
- Châtelus-Malvaleix
- Chéniers
- La Forêt-du-Temple
- Genouillac
- Linard
- Lourdoueix-Saint-Pierre
- Malval
- Méasnes
- Mortroux
- Moutier-Malcard
- Nouziers
- Roches
- Saint-Dizier-les-Domaines